# Bacelarella tentativa
Bacelarella tentativa là một loài nhện trong họ Salticidae.
Loài này thuộc chi Bacelarella. Bacelarella tentativa được Szüts & Rudy Jocqué miêu tả năm 2001.